# Ca la Teta
Ca la Teta és un edifici del municipi d'Esparreguera (Baix Llobregat) inclòs en l'Inventari del Patrimoni Arquitectònic de Catalunya.
És un edifici entre mitgeres de planta baixa, dos pisos i golfes. Tota la façana està arrebossada excepte un sòcol a la part inferior. Hi ha dues obertures per planta, totes allindanades. Les del primer pis estan envoltades per una motllura d'estil gòtic amb figures d'animals.